# Kakuei Kin
Kakuei Kin (jap. 金 鶴泳, Kin Kakuei, eigentlich koreanisch: Kim Hag-yeong (jap. Kimu Hagyon), wirklicher Name: Kim Gwang-jeong (金 廣正, jap. Kimu Kanjon); * 14. September 1938, Präfektur Gunma; † 4. Januar 1985) war ein japanischer Schriftsteller koreanischer Herkunft (Zainichi).
Kin studierte an der Universität Tokio Chemie und begann auch mit einer Promotion, beendete sie jedoch nicht. Seine erste Erzählung erschien in der Zeitschrift Bungei und wurde mit deren Nachwuchsautoren-Preis ausgezeichnet. Später wurde er dreimal für den Akutagawa-Preis nominiert. Gleich dem gleichaltrigen Ri Kaisei setzte er sich in seinen Erzählungen mit den Problemen der koreanischen Einwanderer der zweiten Generation in Japan auseinander. Zudem spielte das Stottern, unter dem er auch selbst litt, thematisch eine Rolle. 1985 beging er im Alter von 46 Jahren mittels Gas Selbstmord. 1986 erschien eine Ausgabe seiner gesammelten Werke (Kin Kakuei shū).

## Werke (Auswahl)
- 1970 Kogoeru guchi (凍える口)
- 1972 Kin Kakuei shū (金鶴泳集), 2 Bde.
- Tsuchi no kanashimi (土の悲しみ),
  - dt. „Die Trauer der Erde“, in: „Verführerischer Adlerfarn“. Anthologie japanischer Erzählungen. Das literarische Japanlesebuch. Hannelore Eisenhofer-Halim, Peter Pörtner (Hg.), Tübingen: Konkursbuchverlag 1999[3]